# Équipe d'Argentine olympique de football
Maillots
L'équipe d'Argentine olympique de football représente l'Argentine dans les compétitions de football espoirs comme les Jeux olympiques d'été, où sont conviés les joueurs de moins de 23 ans.

## Parcours lors des Jeux olympiques
Depuis les Jeux olympiques d'été de 1992, le tournoi est joué par des joueurs de moins de 23 ans.
| Football aux Jeux olympiques | Football aux Jeux olympiques | Football aux Jeux olympiques | Football aux Jeux olympiques | Football aux Jeux olympiques | Football aux Jeux olympiques | Football aux Jeux olympiques | Football aux Jeux olympiques | Football aux Jeux olympiques |
| Année                        | Tour                         | Classement                   | J                            | G                            | N                            | P                            | Bp                           | Bc                           |
| ---------------------------- | ---------------------------- | ---------------------------- | ---------------------------- | ---------------------------- | ---------------------------- | ---------------------------- | ---------------------------- | ---------------------------- |
| 1960                         | 1er tour                     | 7e                           | 3                            | 2                            | 0                            | 1                            | 6                            | 4                            |
| 1964                         | 1er tour                     | 10e                          | 2                            | 0                            | 1                            | 1                            | 3                            | 4                            |
| 1968                         | Non participant              | -                            | -                            | -                            | -                            | -                            | -                            | -                            |
| 1972                         | Non qualifiée                | -                            | -                            | -                            | -                            | -                            | -                            | -                            |
| 1976                         | Non participant              | -                            | -                            | -                            | -                            | -                            | -                            | -                            |
| 1980                         | Forfait                      | -                            | -                            | -                            | -                            | -                            | -                            | -                            |
| 1984                         | Non participant              | -                            | -                            | -                            | -                            | -                            | -                            | -                            |
| 1988                         | Quart de finale              | 8e                           | 4                            | 1                            | 1                            | 2                            | 4                            | 5                            |
| 1992                         | Non qualifiée                | -                            | -                            | -                            | -                            | -                            | -                            | -                            |
| 1996                         | Finaliste                    | 2e                           | 6                            | 3                            | 2                            | 1                            | 13                           | 6                            |
| 2000                         | Non qualifiée                | -                            | -                            | -                            | -                            | -                            | -                            | -                            |
| 2004                         | Vainqueur                    | 1re                          | 6                            | 6                            | 0                            | 0                            | 17                           | 0                            |
| 2008                         | Vainqueur                    | 1re                          | 6                            | 6                            | 0                            | 0                            | 11                           | 2                            |
| 2012                         | Non qualifiée                | -                            | -                            | -                            | -                            | -                            | -                            | -                            |
| 2016                         | 1er tour                     | 11e                          | 3                            | 1                            | 1                            | 1                            | 3                            | 4                            |
| 2020                         | 1er tour                     | 10e                          | 3                            | 1                            | 1                            | 1                            | 2                            | 3                            |
| 2024                         | 1/4 de finale                | -                            | 4                            | 2                            | 0                            | 2                            | 6                            | 4                            |
| 2028                         | À venir                      | -                            | -                            | -                            | -                            | -                            | -                            | -                            |
| 2032                         | À venir                      | -                            | -                            | -                            | -                            | -                            | -                            | -                            |
| Total                        | 9/17                         | 3 médailles                  | 37                           | 22                           | 6                            | 9                            | 65                           | 32                           |

## Palmarès
- Jeux Olympiques
  -  Médaille d'or en 2004 et 2008
  -  Médaille d'argent en 1996

- Championnat de la CONMEBOL de football des moins de 23 ans
  -  Vainqueur en 1960, 1964, 1980, 2004 et 2020
  -   Finaliste en 1987, 1996 et 2024
  -  3e en 1971, 1976 et 2000

## Personnalités

### Effectif actuel
Liste des joueurs convoqués par Javier Mascherano pour disputer les Jeux olympiques d'été 2024. 
Nombre de sélections et de buts au 6 juillet 2024.

### Sélections médaillées
| Édition | Liste des médaillés | Sélectionneur     |
| ------- | --- | ----------------- |
| 1996    | Pablo Oscar Cavallero , Carlos Bossio , Roberto Ayala, Pablo Lavallén, Roberto Sensini, Pablo Paz, Gabriel Heinze, José Chamot, Juan Pablo Sorín, Javier Zanetti, Mauricio Pineda, Diego Simeone, Matías Almeyda, Juan Sebastián Verón, Marcelo Gallardo, Christian Bassedas, Ariel Ortega, Claudio López, Gustavo López, Marcelo Delgado, Guillermo Barros Schelotto, Hugo Morales, Hernán Crespo | Daniel Passarella |
| 2004    | Willy Caballero , Germán Lux , Roberto Ayala, Nicolás Burdisso, Fabricio Coloccini, Gabriel Heinze, Leandro Fernández, Clemente Rodríguez, Javier Mascherano, Nicolás Medina, Mariano González, Lucho González, Kily González, César Delgado, Andrés D'Alessandro, Mauro Rosales, Javier Saviola, Luciano Gabriel Figueroa, Carlos Tévez                                                           | Marcelo Bielsa    |
| 2008    | Óscar Ustari , Nicolás Navarro , Sergio Romero , Ezequiel Garay, Nicolás Pareja, Federico Fazio, Pablo Zabaleta, Fabián Monzón, Javier Mascherano, Éver Banega, Lautaro Acosta, José Sosa, Diego Buonanotte, Fernando Gago, Juan Román Riquelme , Ángel Di María, Ezequiel Lavezzi, Sergio Agüero, Lionel Messi                                                                                    | Sergio Batista    |

### Buteurs aux Jeux olympiques
| # | Joueur                | Buts | Matchs joués | Édition(s) |
| - | --------------------- | ---- | ------------ | ---------- |
| 1 | Carlos Tévez          | 8    | 6            | 2004       |
| 2 | Hernán Crespo         | 6    | 6            | 1996       |
| 3 | Juan Oleniak          | 4    | 3            | 1960       |
| 4 | Carlos Alfaro Moreno  | 3    | 4            | 1988       |
| 5 | Juan Carlos Dominguez | 2    | 2            | 1964       |
| 5 | Claudio López         | 2    | 2            | 1996       |
| 5 | César Delgado         | 2    | 2            | 2004       |
| 5 | Lionel Messi          | 2    | 2            | 2008       |
| 5 | Sergio Agüero         | 2    | 2            | 2008       |
| 5 | Ángel Di María        | 2    | 2            | 2008       |
| 5 | Ezequiel Lavezzi      | 2    | 2            | 2008       |